# Guilherme Trajano
Guilherme Trajano dos Santos (Rio de Janeiro, 9 de outubro de 1980) é um ator brasileiro que, dentre outros papéis, interpretou Dino, em Caminhos do Coração, e Tom, na série A Vida Alheia.

## Carreira
| Ano  | Título                           | Personagem                     | Notas |
| ---- | -------------------------------- | ------------------------------ | ----- |
| 2001 | Planeta Xuxa                     | Mano Gui (assistente de palco) |       |
| 2003 | Malhação                         | Jorginho                       |       |
| 2003 | Sítio do Picapau Amarelo         | Lancelot                       |       |
| 2005 | Os Ricos também Choram           | Luiz Carlos                    |       |
| 2006 | Cristal                          | Adam Freitas                   |       |
| 2007 | Caminhos do Coração              | Daniel Malafatti (Dino)        |       |
| 2008 | Os Mutantes: Caminhos do Coração | Daniel Malafatti (Dino)        |       |
| 2010 | A Vida Alheia                    | -Tom                           |       |
| 2019 | Jezabel                          | Natan                          |       |